# أوكولا
Ukulla، وتسمى أيضًا Ugulla ، ulla أو Kullab، كانت إلهة بلاد ما بين النهرين تعتبر زوجة Tishpak. كانت تعبد بشكل رئيسي في إشنونا. استنادًا إلى التهجئة المتغيرة لاسمها في الكتابة المسمارية، فقد اقترح أنه مثل زوجها وابنها نانشاك، ليس لها أصل سومري ولا أكادي.

## الاسم والشخصية
Ukulla هو أقدم شكل موثق للاسم، ولكن تم توثيق العديد من المتغيرات ويختلف الإملاء بين المصادر. يبدو أن كلاً من حرف u في المقدمة وحرف b في النهاية كانا يُنظر إليهما على أنهما اختياريان. Manfred Krebernik [الإنجليزية] يشير إلى أن الكتابات البديلة كانت نتيجة للارتباك مع إله الطوب كولا ومع اسم الموقع كولابا. اعتبارًا من عام 2022، لا يوجد تهجئة واحدة متفق عليها في الأدبيات الثانوية. تستخدم هذه المقالة صيغة Ukulla بعد الإدخال المقابل Reallexikon der Assyriologie und Vorderasiatischen Archäologie.
في الدراسات المبكرة، بُذلت محاولات لإثبات أن الاسم Ukulla مشتق من الكلمة السومرية u 3 -gul ( utnēnu ، "الصلاة")، وهو عنصر من الفعل المركب u 3 -gul ga 2 -ga 2. وفقًا لفرانس ويجرمان، في حين أن الأصل السومري ليس مستحيلًا تمامًا، يمكن استبعاد الأكادية، وفي النهاية من المرجح أن الاسم لم يكن مشتقًا من أي من اللغتين، على نحو مماثل لأسماء إلهين وثيقي الصلة، تيشباك ونانشاك. ويدعم كريبرنيك هذا الرأي أيضًا. تقترح إيرين سيبينج-بلانثولت أن بعض الكتابات قد تشير إلى تطوير أصل شعبي يمكن من خلاله فهم الاسم على أنه u 2 kul-a(b)، "جمع النباتات (الطبية)!"
يمكن الإشارة إلى أوكولا باسم "ملكة إيشونا". يصفها مصدر من مي توران بأنها mu-nus sa 6 -ga ، "امرأة جميلة". في ترنيمة متأخرة مخصصة لباو، KAR 109، وُصفت بأنها "أوكولا، التي تخلق المروج، التي تراقب الكون" (dÚ-kul-la ba-nit re-i-ti ḫa-i-ṭa-at kul-la-ti)، والتي يبدو أنها محاولة لتزويد اسمها بأصل علمي تفسيري.

## الارتباطات مع الآلهة الأخرى
كانت أوكولا زوجة تيشباك وأم نانشاك. من المعروف وجود ختم يحمل نقشًا يشير إلى أن صاحبه هو خادم أوكولا وزوجها.
يحدد فرانس ويجرمان حالتين تظهر فيهما بدلاً من ذلك كزوجة نينازو، إحداهما في قائمة آلهة بابل القديمة والأخرى في نص متأخر واحد. تزعم إيرين سيبينج بلانثولت في منشور أحدث أنه لا يوجد سوى نص واحد يشهد على وجود مثل هذا التقليد، وهو أغنية بالاج بابلية قديمة من مي توران. كانت زوجة نينازو عادةً نينجيريدا، والتي كانت تُعرف أيضًا باسم والدة ابنه نينجيشزيدا. ومع ذلك، تشير سيبينج-بلانثولت إلى أنها لم يتم إثبات ارتباطها بمدينة إيشونا، وعلى هذا الأساس تزعم أنه ليس من المستحيل ألا يُنظر إليها على أنها زوجة نينازو هناك، وهو ما يجعل من الممكن وفقًا لها أن تكون أوكولا قد عملت كزوجة لكل من تيشباك ونظيره السومري في هذه الحالة.
على الرغم من التشابه بين اسميهما، لا ينبغي الخلط بين أوكولا وإلهة الطب جولا، وعلى الأرجح يجب أيضًا فهمها على أنها منفصلة عن مرادف آخر متماثل، جو 2 -لا 2 (قد يكون هذا الاسم مشتقًا من مصطلح يمكن ترجمته على أنه "الانحناء" أو "الاحتضان" )، وهو يشير إلى إلهة كانت مرتبطة بأبو. تظهر كل هذه الآلهة الثلاثة بشكل منفصل عن بعضها البعض في قائمة آلهة نيبور. في الفترات اللاحقة لم يتم توثيق Gu 2 -la 2، مما قد يشير إلى أنها كانت مندمجة إما مع Ukulla أو Gula.

## يعبد
تعود أقدم الشهادات المؤكدة عن أوكولا إلى أوائل العصر البابلي القديم. الشهادة السابقة الوحيدة المحتملة هي اسم الموقع في عصر الأسرات المبكرة giš.u 3 .ku.kul-ab 4 ki (أو giš.u 3 -kul 2 -la ki )، والذي قد يتوافق مع Dūr-Ukulla اللاحقة، وهي مستوطنة مرتبطة بها وسُميت على شرفها.
كانت إشنونا المركز الرئيسي للعبادة في أوكولا، وكان لها ضريحان منفصلان في هذه المدينة. من المحتمل أن يكون أحدها، وهو الغانون، موجودًا في إسيكيلا، معبد تيشباك، وربما كان الآخر منفصلًا ومخصصًا لها وحدها. كان ملوك إيشونا متورطين في عبادتها، كما يتضح من وجودها في أسماء سنواتهم وقرابين الزيت والبيرة المقدمة نيابة عن القصر الملكي. ومن المعروف أن هناك إشارات إلى إعداد تمثال لها وطاولة في كتابي مي-توران وإشنونا على التوالي. تم تسمية شهر في التقويم المحلي المستخدم في كلتا المدينتين باسمها.
وقد اقترح أن الإله المسمى d Kúl-lá، والذي تم إثباته في الاسم الثيوفوري لسيدة منتظرة من ماري، d Kúl-lá-ḫa-zi-ra-at، قد يكون Ukulla.

### فهرس
- Krebernik, Manfred (2014), "Ukulla, Kulla(b)",  (بالألمانية) {{استشهاد}}: الوسيط |title= غير موجود أو فارغ (help) and الوسيط |تاريخ الوصول بحاجة لـ |مسار= (help)
- Sibbing-Plantholt، Irene (2022). The Image of Mesopotamian Divine Healers. Healing Goddesses and the Legitimization of Professional Asûs in the Mesopotamian Medical Marketplace. Boston: Brill. ISBN:978-90-04-51241-2. OCLC:1312171937.
- Wiggermann، Frans A. M. (1989). "Tišpak, his seal, and the dragon mušḫuššu". To the Euphrates and beyond: archaeological studies in honour of Maurits N. van Loon. Rotterdam Brookfield, VT: CRC Press. ISBN:978-90-6191-866-0. OCLC:20332607.
- Wiggermann، Frans A. M. (1998)، "Nin-azu"،  {{استشهاد}}: الوسيط |title= غير موجود أو فارغ (مساعدة) والوسيط |تاريخ الوصول بحاجة لـ |مسار= (مساعدة)